# 10076 Rogerhill
10076 Rogerhill eller 1989 PK är en asteroid i huvudbältet som upptäcktes den 9 augusti 1989 av den amerikanska astronomen Eleanor F. Helin vid Palomarobservatoriet. Den är uppkallad efter Roger Hill.
Asteroiden har en diameter på ungefär 7 kilometer.